# Arcesio (architetto)
Arcesio o Argelio o Tarchesio (in greco antico: Ἀρκείσιος?, in latino Arcesius; Tralles, ... – ...) è stato un architetto greco antico.
Fu nominato nel De architectura di Vitruvio come autore di un tempio di Asclepio a Tralles.